# 谢輶
谢輶（?—?），会稽郡山阴县（今浙江省绍兴市）人。南朝《宋书》载其家族和王茂之的琅琊王氏并称“南北之望族”。晋孝武太元曾官拜中将军。隆安二年（公元398年）任会稽内史，复请王鎮之为山阴令。任职期间，治理鉴湖，修筑古塘。东晋时五斗米道领袖孙泰谋划作乱，会稽内史谢輶首先揭发了他的阴谋，使得孙泰之侄孙恩对其极为痛恨。